# Валдкирхен
Валдкирхен (њем. Waldkirchen) град је у њемачкој савезној држави Баварска. Једно је од 25 општинских средишта округа Фрејунг-Графенау. Према процјени из 2010. у граду је живјело 10.456 становника. Посједује регионалну шифру (AGS) 9272151.

## Географски и демографски подаци
Валдкирхен се налази у савезној држави Баварска у округу Фрејунг-Графенау. Град се налази на надморској висини од 573 метра. Површина општине износи 80,0 km². У самом граду је, према процјени из 2010. године, живјело 10.456 становника. Просјечна густина становништва износи 131 становника/km².

## Међународна сарадња
| Мјесто         | Држава  | Врста сарадње | Од    |
| -------------- | ------- | ------------- | ----- |
| Серара Фонтана | Италија | партнерство   | 1992. |
|                | Чешка   | контакт       | 1996. |
|                | Чешка   | контакт       | 1996. |
| Извор          |         |               |       |